# Kerria sindica
Kerria sindica är en insektsart som först beskrevs av Mahdihassan 1923.  Kerria sindica ingår i släktet Kerria och familjen Kerriidae.
Artens utbredningsområde är Pakistan. Inga underarter finns listade i Catalogue of Life.